# Freddie Konings
Frederick Ewunkem (10 december 1996), beter bekend als Freddie Konings, voorheen Freddie King, is een Belgische rapper.

## Biografie
Freddie Konings groeide op in Liberia. Zijn vader vluchtte tijdens de Liberiaanse burgeroorlog naar België en liet later zijn gezin overkomen.
Konings is in het verleden veroordeeld voor drugshandel en heeft hiervoor in de gevangenis gezeten. Tijdens en kort na zijn verblijf in de gevangenis bracht hij nieuwe muziek uit.
Hij publiceerde zijn eerste video op YouTube in 2016 en zijn eerste album in 2020. Zijn album Chossellonië 2 werd honderdduizenden keren gestreamd, net als verschillende van zijn hits. Ook bereikte hij met verschillende albums de Ultratop, zijn album Dudas (2021) bereikte de 7e plaats in de albumlijst. Daarnaast werkte Freddie Konings samen met DIKKE en met Zwangere Guy. De hit 'Paris Hilton' van DIKKE feat. Freddie Konings werd miljoenen keren gestreamd op Spotify.
Hij rapt over onderwerpen als racisme, hosselen en geld. Zijn muziek is een mix van trap en drillrap.

## Discografie
- Strakke Plan (2017)
- Strakke Plan 2 - EP (2018)
- BVA (2018)
- Chossellonië 1 (2020)
- Realitijd (2020)
- Chossellonië 2 (2020)
- Dudas (2021)
- Koning met principes (2022)
- Respect The Pain 1 (2023)